# 新潟県第3区 (中選挙区)
新潟県第3区（にいがたけんだい3く）は、かつて存在した衆議院の選挙区。1947年の第23回衆議院議員総選挙から設置された。廃止時の定数は5。

## 概要

### 地勢
1947年にこの中選挙区制が導入され、その区割りでは、長岡市、三条市、柏崎市、南蒲原郡、三島郡、古志郡、北魚沼郡、南魚沼郡、刈羽郡で構成され定数は5であった。市町村合併などによる若干の変更があったものの、定数には変化はなかった。1994年の小選挙区制導入により、旧新潟3区は長岡市などの主要部が新潟5区、一部が新潟4区（三条市・見附市・栃尾市など）や新潟2区（柏崎市・三島郡など）に再編された。
旧新潟3区は新潟県第2の都市である長岡市、柏崎刈羽原子力発電所などの誘致が行われた柏崎市などが含まれ、関越自動車道・北陸自動車道や上越新幹線などの高速交通機関整備に合わせて東京などの企業が工場進出を進めたが、同時に魚沼産コシヒカリなどの高級米で知られる日本有数の稲作地帯でもある。山間部では冬季に数メートルの積雪があり、政府から特別豪雪地帯に指定されているため、農業振興や「克雪」による地域振興も重要な地域課題であった。

### 勢力の推移
この新潟3区は同選挙区から唯一内閣総理大臣になった自由民主党の田中角栄の選挙区であることで知られていたが、それでも田中の影響力は最初のうちは大きいとは言えなかった。むしろ地主や商家出身だった亘四郎らの方が強く、田中は彼らの後塵を拝していた。田中の勢力が伸びるようになったのは選挙区の中でも辺境とされた魚沼地区への浸透に加え、長岡鉄道の社長となって沿線に当たる三島郡で支持を拡大してからで、1952年の第25回衆議院議員総選挙でトップ当選を飾って以来は田中が、亘や大野市郎・更には1960年の第29回総選挙で初当選した村山達雄を凌駕する勢いとなる。
その一方、日本社会党が戦前の農民運動で得た強力な支持基盤を残していた。戦前の中選挙区だった旧新潟3区では、三宅正一が1936年の第19回総選挙で社会大衆党公認として当選している。戦後は三宅が公職追放となるも、代わりに小林進や稲村順三が当選。三宅も公職追放解除後の1952年（第25回）で新潟3区に復帰した。同じ農民運動出身とは言え、右派の三宅・小林と左派の稲村では支持基盤や政策に違いがあり、このため社会党は1955年（第27回）と1960年（第29回）に3議席を獲得した。それでも党勢の退潮に伴い、1969年（第27回）には左派の稲村稔夫が落選、以降は候補者を右派の三宅・小林に絞込む。田中が地元の地域振興策で社会党の地方議員や首長との良好な関係を維持し、左派の教条主義と距離を置いた右派が強かった事などから、新潟3区では越山会と社会党の温存が並立した。
1970年代以降は、後援会「越山会」が選挙区の隅々まで組織された強力な「田中支配」の下、田中角栄が何票獲得するかが毎回注目され、その残りを他の候補者で争う構図となった。1976年の第34回総選挙では、中曽根康弘の秘書だった渡辺秀央が初当選（大野が落選）。1979年の第35回総選挙では、当時越山会青年部長だった桜井新が造反して立候補。この時は落選したものの、翌1980年の第36回総選挙で初当選を果たし以後当選を重ねた。
1983年、ロッキード事件の一審判決後の解散（「田中判決解散」）を受けて行われた第37回衆議院議員総選挙、通称「ロッキード選挙」では、実刑判決を受け控訴中の身で自由民主党を離党していた田中であったが、越山会は地元と国政への功績を強調して支えたことで、田中は22万票余を獲得して当選し、全国での自民党の敗北と好対照をなした。他候補者は3倍の正規分布の得票だったが、角栄は9.33倍だった。統計的には9シグマ以上、100兆分の1以下の確率である。「超自然的な事象」であり、「天才たる所以である」と池田信夫は評している。なお、この選挙では同年6月の第13回参議院議員通常選挙で当選したばかりの野坂昭如が無所属で立候補（同時に参議院議員を退職（自動失職））し話題となったが、田中はおろか前職議員の壁を一人も崩せず、約2万8千票で次点に終わっている。
1986年の第38回衆議院議員総選挙で自民党は圧勝するが、1985年に脳梗塞で倒れ、政治活動どころか日常生活まで重大な支障を来した田中は全く選挙活動ができなかった。この時は越山会が「オヤジ（田中）のために花道を」と精力的に活動し、17万9千票余りの大量得票で田中に連続16期、そして最後の当選を贈った。
田中が引退し、消費税が導入された後の1990年（第39回）では、田中票をめぐって星野行男（小千谷市長）と諸里正典（十日町市長）が立候補。更に全国的な社会党への支持率の高まりから、社会党も久々に2人当選を狙う。だが、前職の渡辺と桜井に加え大蔵大臣だった村山が逆風の中で最下位当選、保守系新人は星野のみが当選した。社会党も新人の目黒吉之助だけの当選にとどまり、前職の坂上富男は落選に終わっている。最後の選挙になった1993年の第40回では角栄の娘の田中眞紀子が立候補し、トップで初当選を果たした。田中と星野は小選挙区制になった1996年の第41回衆議院議員総選挙で新潟5区から共に立候補し、田中が当選した。
その他の党では、公明党が1969年（第32回）と1972年（第33回）に次点に入り、当選まで肉薄したが、1960年に候補を擁立した民社党が田中逮捕後の1976年（第34回）・1979年（第35回）に候補を立てると中道政治勢力の票が分散し、いずれも当選に届かなかった。選挙区内での支持を広げられなかった日本共産党は当選圏内から遠く、その他の党も自民党成立後は星野が旧田中派の流れを汲む新生党で当選した以外は振るわなかった。

## 区域
※自治体の名称は第40回衆議院議員総選挙時点のものである。
現在は新潟4区の全域と新潟2区・新潟5区の一部に分かれている
- 長岡市
- 三条市
- 柏崎市
- 小千谷市
- 加茂市
- 見附市
- 栃尾市
- 南蒲原郡
- 三島郡
- 古志郡
- 北魚沼郡
- 南魚沼郡
- 刈羽郡

1950年（昭和25年）公職選挙法施行当時の区域は以下のとおりである（定数5）。
- 長岡市
- 三条市
- 柏崎市
- 南蒲原郡
- 三島郡
- 古志郡
- 北魚沼郡
- 南魚沼郡
- 刈羽郡

## 選出議員
| 選挙名                 | 年     | #1                        | #2                      | #3                      | #4                      | #5                      |
| ---------------------- | ------ | ------------------------- | ----------------------- | ----------------------- | ----------------------- | ----------------------- |
| 第23回衆議院議員総選挙 | 1947年 | 亘四郎 （日本自由党）     | 神山栄一 （民主党）     | 田中角栄 （民主党）     | 清沢俊英 （日本社会党） | 稲村順三 （日本社会党） |
| 第24回衆議院議員総選挙 | 1949年 | 亘四郎 （民主自由党）     | 田中角栄 （民主自由党） | 稲村順三 （日本社会党） | 小林進 （社会革新党）   | 丸山直友 （民主自由党） |
| 第25回衆議院議員総選挙 | 1952年 | 田中角栄 （自由党）       | 大野市郎 （自由党）     | 三宅正一 （右派社会党） | 稲村順三 （左派社会党） | 亘四郎 （自由党）       |
| 第26回衆議院議員総選挙 | 1953年 | 田中角栄 （自由党）       | 小林進 （右派社会党）   | 稲村順三 （左派社会党） | 亘四郎 （分党派自由党） | 三宅正一 （右派社会党） |
| 第27回衆議院議員総選挙 | 1955年 | 稲村隆一 （左派社会党）   | 田中角栄 （自由党）     | 大野市郎 （自由党）     | 亘四郎 （日本民主党）   | 三宅正一 （右派社会党） |
| 第28回衆議院議員総選挙 | 1958年 | 田中角栄 （自由民主党）   | 小林進 （日本社会党）   | 亘四郎 （自由民主党）   | 三宅正一 （日本社会党） | 大野市郎 （自由民主党） |
| 第29回衆議院議員総選挙 | 1960年 | 田中角栄 （自由民主党）   | 稲村隆一 （日本社会党） | 三宅正一 （日本社会党） | 大野市郎 （自由民主党） | 小林進 （日本社会党）   |
| 第30回衆議院議員総選挙 | 1963年 | 田中角栄 （自由民主党）   | 村山達雄 （自由民主党） | 稲村隆一 （日本社会党） | 小林進 （日本社会党）   | 亘四郎 （自由民主党）   |
| 第31回衆議院議員総選挙 | 1967年 | 田中角栄 （自由民主党）   | 大野市郎 （自由民主党） | 三宅正一 （日本社会党） | 村山達雄 （自由民主党） | 稲村隆一 （日本社会党） |
| 第32回衆議院議員総選挙 | 1969年 | 田中角栄 （自由民主党）   | 村山達雄 （自由民主党） | 大野市郎 （自由民主党） | 小林進 （日本社会党）   | 三宅正一 （日本社会党） |
| 第33回衆議院議員総選挙 | 1972年 | 田中角栄 （自由民主党）   | 小林進 （日本社会党）   | 三宅正一 （日本社会党） | 村山達雄 （自由民主党） | 大野市郎 （自由民主党） |
| 第34回衆議院議員総選挙 | 1976年 | 田中角栄 （無所属）       | 小林進 （日本社会党）   | 三宅正一 （日本社会党） | 渡辺秀央 （自由民主党） | 村山達雄 （自由民主党） |
| 第35回衆議院議員総選挙 | 1979年 | 田中角栄 （無所属）       | 村山達雄 （自由民主党） | 三宅正一 （日本社会党） | 小林進 （日本社会党）   | 渡辺秀央 （自由民主党） |
| 第36回衆議院議員総選挙 | 1980年 | 田中角栄 （無所属）       | 桜井新 （無所属）       | 渡辺秀央 （自由民主党） | 村山達雄 （自由民主党） | 小林進 （日本社会党）   |
| 第37回衆議院議員総選挙 | 1983年 | 田中角栄 （無所属）       | 村山達雄 （自由民主党） | 渡辺秀央 （自由民主党） | 小林進 （日本社会党）   | 桜井新 （自由民主党）   |
| 第38回衆議院議員総選挙 | 1986年 | 田中角栄 （無所属）       | 坂上富男 （日本社会党） | 渡辺秀央 （自由民主党） | 桜井新 （自由民主党）   | 村山達雄 （自由民主党） |
| 第39回衆議院議員総選挙 | 1990年 | 目黒吉之助 （日本社会党） | 渡辺秀央 （自由民主党） | 星野行男 （自由民主党） | 桜井新 （自由民主党）   | 村山達雄 （自由民主党） |
| 第40回衆議院議員総選挙 | 1993年 | 田中眞紀子 （無所属）     | 星野行男 （新生党）     | 桜井新 （自由民主党）   | 坂上富男 （日本社会党） | 村山達雄 （自由民主党） |

## 選挙結果
時の内閣：宮澤改造内閣 解散日：1993年（平成5年）6月18日 投票日：1993年（平成5年）7月18日
当日有権者数：584,182人 最終投票率：81.00%（前回比：3.32ポイント）
| 当落 | 氏名       | 年齢 | 所属党派   | 新旧 | 得票     | 得票率 | 推薦・支持 |
| ---- | ---------- | ---- | ---------- | ---- | -------- | ------ | ---------- |
| 当   | 田中眞紀子 | 49   | 無所属     | 新   | 93,319票 | 19.94% |            |
| 当   | 星野行男   | 61   | 新生党     | 前   | 84,997票 | 18.16% |            |
| 当   | 桜井新     | 60   | 自由民主党 | 前   | 66,128票 | 14.13% |            |
| 当   | 坂上富男   | 66   | 日本社会党 | 元   | 49,825票 | 10.64% |            |
| 当   | 村山達雄   | 78   | 自由民主党 | 前   | 49,158票 | 10.50% |            |
|      | 渡辺秀央   | 59   | 自由民主党 | 前   | 48,882票 | 10.44% |            |
|      | 目黒吉之助 | 59   | 日本社会党 | 前   | 39,854票 | 8.51%  |            |
|      | 広井忠男   | 50   | 日本新党   | 新   | 21,199票 | 4.53%  |            |
|      | 丸山久明   | 54   | 日本共産党 | 新   | 14,699票 | 3.14%  |            |

時の内閣：第1次海部内閣 解散日：1990年（平成2年）1月24日 投票日：1990年（平成2年）2月18日
当日有権者数：569,755人 最終投票率：84.32%（前回比：1.99ポイント）
| 当落 | 氏名       | 年齢 | 所属党派   | 新旧 | 得票     | 得票率 | 推薦・支持 |
| ---- | ---------- | ---- | ---------- | ---- | -------- | ------ | ---------- |
| 当   | 目黒吉之助 | 55   | 日本社会党 | 新   | 94,107票 | 19.79% |            |
| 当   | 渡辺秀央   | 55   | 自由民主党 | 前   | 72,263票 | 15.20% |            |
| 当   | 星野行男   | 57   | 自由民主党 | 新   | 69,832票 | 14.69% |            |
| 当   | 桜井新     | 56   | 自由民主党 | 前   | 66,860票 | 14.06% |            |
| 当   | 村山達雄   | 75   | 自由民主党 | 前   | 64,468票 | 13.56% |            |
|      | 坂上富男   | 63   | 日本社会党 | 前   | 63,178票 | 13.29% |            |
|      | 諸里正典   | 53   | 無所属     | 新   | 28,782票 | 6.05%  |            |
|      | 丸山久明   | 51   | 日本共産党 | 新   | 13,668票 | 2.87%  |            |
|      | 西川攻     | 44   | 無所属     | 新   | 2,293票  | 0.48%  |            |

時の内閣：第2次中曽根内閣第2次改造内閣 解散日：1986年（昭和61年）6月2日 投票日：1986年（昭和61年）7月6日
当日有権者数：559,534人 最終投票率：82.33%（前回比：3.60ポイント）
| 当落 | 氏名     | 年齢 | 所属党派   | 新旧 | 得票      | 得票率 | 推薦・支持 |
| ---- | -------- | ---- | ---------- | ---- | --------- | ------ | ---------- |
| 当   | 田中角栄 | 68   | 無所属     | 前   | 179,062票 | 40.03% |            |
| 当   | 坂上富男 | 59   | 日本社会党 | 新   | 72,729票  | 16.26% |            |
| 当   | 渡辺秀央 | 52   | 自由民主党 | 前   | 63,554票  | 14.21% |            |
| 当   | 桜井新   | 53   | 自由民主党 | 前   | 62,189票  | 13.90% |            |
| 当   | 村山達雄 | 71   | 自由民主党 | 前   | 49,692票  | 11.11% |            |
|      | 丸山久明 | 47   | 日本共産党 | 新   | 16,332票  | 3.65%  |            |
|      | 西川攻   | 40   | 無所属     | 新   | 3,758票   | 0.84%  |            |

時の内閣：第1次中曽根内閣 解散日：1983年（昭和58年）11月28日 投票日：1983年（昭和58年）12月18日
当日有権者数：554,377人 最終投票率：85.93%（前回比：1.14ポイント）
| 当落 | 氏名       | 年齢 | 所属党派                 | 新旧 | 得票      | 得票率 | 推薦・支持 |
| ---- | ---------- | ---- | ------------------------ | ---- | --------- | ------ | ---------- |
| 当   | 田中角栄   | 65   | 無所属                   | 前   | 220,761票 | 46.65% |            |
| 当   | 村山達雄   | 68   | 自由民主党               | 前   | 48,324票  | 10.21% |            |
| 当   | 渡辺秀央   | 49   | 自由民主党               | 前   | 47,118票  | 9.96%  |            |
| 当   | 小林進     | 73   | 日本社会党               | 前   | 44,088票  | 9.32%  |            |
| 当   | 桜井新     | 50   | 自由民主党               | 前   | 40,931票  | 8.65%  |            |
|      | 野坂昭如   | 53   | 無所属                   | 新   | 28,045票  | 5.93%  |            |
|      | 岡崎圭介   | 47   | 日本社会党               | 新   | 27,597票  | 5.83%  |            |
|      | 丸山久明   | 45   | 日本共産党               | 新   | 16,321票  | 3.45%  |            |
|      | 由井賢太郎 | 35   | 郷土美化・影山次郎後援会 | 新   | 93票      | 0.02%  |            |

時の内閣：第2次大平内閣 解散日：1980年（昭和55年）5月19日 投票日：1980年（昭和55年）6月22日
当日有権者数：542,069人 最終投票率：87.07%（前回比：1.88ポイント）
| 当落 | 氏名       | 年齢 | 所属党派   | 新旧 | 得票      | 得票率 | 推薦・支持 |
| ---- | ---------- | ---- | ---------- | ---- | --------- | ------ | ---------- |
| 当   | 田中角栄   | 62   | 無所属     | 前   | 138,598票 | 30.24% |            |
| 当   | 桜井新     | 47   | 無所属     | 新   | 70,926票  | 15.48% |            |
| 当   | 渡辺秀央   | 45   | 自由民主党 | 前   | 69,472票  | 15.16% |            |
| 当   | 村山達雄   | 65   | 自由民主党 | 前   | 57,281票  | 12.50% |            |
| 当   | 小林進     | 69   | 日本社会党 | 前   | 55,031票  | 12.01% |            |
|      | 三宅正一   | 79   | 日本社会党 | 前   | 53,973票  | 11.78% |            |
|      | 真貝秀二   | 55   | 日本共産党 | 新   | 12,631票  | 2.76%  |            |
|      | 伊丹善二郎 | 45   | 無所属     | 新   | 383票     | 0.08%  |            |

時の内閣：第1次大平内閣 解散日：1979年（昭和54年）9月7日 投票日：1979年（昭和54年）10月7日
当日有権者数：539,009人 最終投票率：85.19%（前回比：1.79ポイント）
| 当落 | 氏名       | 年齢 | 所属党派   | 新旧 | 得票      | 得票率 | 推薦・支持 |
| ---- | ---------- | ---- | ---------- | ---- | --------- | ------ | ---------- |
| 当   | 田中角栄   | 61   | 無所属     | 前   | 141,285票 | 31.06% |            |
| 当   | 村山達雄   | 64   | 自由民主党 | 前   | 59,231票  | 13.02% |            |
| 当   | 三宅正一   | 78   | 日本社会党 | 前   | 52,061票  | 11.45% |            |
| 当   | 小林進     | 69   | 日本社会党 | 前   | 49,756票  | 10.94% |            |
| 当   | 渡辺秀央   | 45   | 自由民主党 | 前   | 48,454票  | 10.65% |            |
|      | 桜井新     | 46   | 無所属     | 新   | 48,315票  | 10.62% |            |
|      | 片桐政美   | 54   | 民社党     | 新   | 21,042票  | 4.63%  |            |
|      | 古川久     | 41   | 公明党     | 新   | 19,682票  | 4.33%  |            |
|      | 真貝秀二   | 54   | 日本共産党 | 新   | 13,363票  | 2.94%  |            |
|      | 西川攻     | 34   | 無所属     | 新   | 1,168票   | 0.26%  |            |
|      | 伊丹善二郎 | 44   | 無所属     | 新   | 481票     | 0.11%  |            |

時の内閣：三木内閣 任期満了日：1976年（昭和51年）12月9日 投票日：1976年（昭和51年）12月5日
当日有権者数：530,135人 最終投票率：86.98%（前回比：0.99ポイント）
| 当落 | 氏名     | 年齢 | 所属党派   | 新旧 | 得票      | 得票率 | 推薦・支持 |
| ---- | -------- | ---- | ---------- | ---- | --------- | ------ | ---------- |
| 当   | 田中角栄 | 58   | 無所属     | 現   | 168,522票 | 36.99% |            |
| 当   | 小林進   | 66   | 日本社会党 | 現   | 54,302票  | 11.92% |            |
| 当   | 三宅正一 | 76   | 日本社会党 | 現   | 54,035票  | 11.86% |            |
| 当   | 渡辺秀央 | 42   | 自由民主党 | 新   | 40,188票  | 8.82%  |            |
| 当   | 村山達雄 | 61   | 自由民主党 | 現   | 37,107票  | 8.15%  |            |
|      | 大野市郎 | 66   | 自由民主党 | 現   | 33,333票  | 7.32%  |            |
|      | 片桐政美 | 51   | 民社党     | 新   | 24,966票  | 5.48%  |            |
|      | 古川久   | 38   | 公明党     | 新   | 23,914票  | 5.25%  |            |
|      | 真貝秀二 | 51   | 日本共産党 | 新   | 18,154票  | 3.98%  |            |
|      | 高田巌   | 46   | 無所属     | 新   | 1,044票   | 0.23%  |            |

時の内閣：第1次田中角栄内閣 解散日：1972年（昭和47年）11月13日 投票日：1972年（昭和47年）12月10日
当日有権者数：512,528人 最終投票率：85.99%（前回比：4.36ポイント）
| 当落 | 氏名     | 年齢 | 所属党派   | 新旧 | 得票      | 得票率 | 推薦・支持 |
| ---- | -------- | ---- | ---------- | ---- | --------- | ------ | ---------- |
| 当   | 田中角栄 | 54   | 自由民主党 | 前   | 182,681票 | 42.08% |            |
| 当   | 小林進   | 62   | 日本社会党 | 前   | 58,217票  | 13.41% |            |
| 当   | 三宅正一 | 72   | 日本社会党 | 前   | 55,363票  | 12.75% |            |
| 当   | 村山達雄 | 57   | 自由民主党 | 前   | 48,329票  | 11.13% |            |
| 当   | 大野市郎 | 62   | 自由民主党 | 前   | 39,867票  | 9.18%  |            |
|      | 古川久   | 34   | 公明党     | 新   | 30,747票  | 7.08%  |            |
|      | 真貝秀二 | 47   | 日本共産党 | 新   | 18,944票  | 4.36%  |            |

時の内閣：第2次佐藤内閣 解散日：1969年（昭和44年）12月2日 投票日：1969年（昭和44年）12月27日
当日有権者数：498,635人 最終投票率：81.63%（前回比：2.50ポイント）
| 当落 | 氏名     | 年齢 | 所属党派   | 新旧 | 得票      | 得票率 | 推薦・支持 |
| ---- | -------- | ---- | ---------- | ---- | --------- | ------ | ---------- |
| 当   | 田中角栄 | 51   | 自由民主党 | 前   | 133,042票 | 32.96% |            |
| 当   | 村山達雄 | 54   | 自由民主党 | 前   | 58,675票  | 14.54% |            |
| 当   | 大野市郎 | 59   | 自由民主党 | 前   | 50,045票  | 12.40% |            |
| 当   | 小林進   | 59   | 日本社会党 | 元   | 45,698票  | 11.32% |            |
| 当   | 三宅正一 | 69   | 日本社会党 | 前   | 39,237票  | 9.72%  |            |
|      | 金子一夫 | 37   | 公明党     | 新   | 36,063票  | 8.93%  |            |
|      | 稲村稔夫 | 41   | 日本社会党 | 新   | 30,777票  | 7.62%  |            |
|      | 真貝秀二 | 44   | 日本共産党 | 新   | 10,134票  | 2.51%  |            |

時の内閣：第1次佐藤内閣 解散日：1966年（昭和41年）12月27日 投票日：1967年（昭和42年）1月29日
当日有権者数：472,428人 最終投票率：84.13%（前回比：0.18ポイント）
| 当落 | 氏名     | 年齢 | 所属党派   | 新旧 | 得票      | 得票率 | 推薦・支持 |
| ---- | -------- | ---- | ---------- | ---- | --------- | ------ | ---------- |
| 当   | 田中角栄 | 48   | 自由民主党 | 前   | 122,756票 | 31.31% |            |
| 当   | 大野市郎 | 56   | 自由民主党 | 元   | 62,006票  | 15.82% |            |
| 当   | 三宅正一 | 66   | 日本社会党 | 元   | 55,377票  | 14.13% |            |
| 当   | 村山達雄 | 51   | 自由民主党 | 前   | 54,563票  | 13.92% |            |
| 当   | 稲村隆一 | 68   | 日本社会党 | 前   | 45,074票  | 11.50% |            |
|      | 小林進   | 56   | 日本社会党 | 前   | 43,455票  | 11.08% |            |
|      | 真貝秀二 | 42   | 日本共産党 | 新   | 8,796票   | 2.24%  |            |

時の内閣：第2次池田内閣 解散日：1963年（昭和38年）10月23日 投票日：1963年（昭和38年）11月21日
当日有権者数：475,398人 最終投票率：84.31%（前回比：2.26ポイント）
| 当落 | 氏名       | 年齢 | 所属党派   | 新旧 | 得票      | 得票率 | 推薦・支持 |
| ---- | ---------- | ---- | ---------- | ---- | --------- | ------ | ---------- |
| 当   | 田中角栄   | 45   | 自由民主党 | 前   | 113,392票 | 28.67% |            |
| 当   | 村山達雄   | 48   | 自由民主党 | 新   | 47,647票  | 12.05% |            |
| 当   | 稲村隆一   | 65   | 日本社会党 | 前   | 45,493票  | 11.50% |            |
| 当   | 小林進     | 53   | 日本社会党 | 前   | 44,945票  | 11.36% |            |
| 当   | 亘四郎     | 64   | 自由民主党 | 元   | 44,331票  | 11.21% |            |
|      | 大野市郎   | 52   | 自由民主党 | 前   | 40,770票  | 10.31% |            |
|      | 三宅正一   | 63   | 日本社会党 | 前   | 35,790票  | 9.05%  |            |
|      | 片桐政美   | 38   | 民主社会党 | 新   | 15,497票  | 3.92%  |            |
|      | 滝沢与三郎 | 44   | 日本共産党 | 新   | 7,644票   | 1.93%  |            |

時の内閣：第1次池田内閣 解散日：1960年（昭和35年）10月24日 投票日：1960年（昭和35年）11月20日
当日有権者数：468,248人 最終投票率：82.05%（前回比：1.63ポイント）
| 当落 | 氏名       | 年齢 | 所属党派   | 新旧 | 得票     | 得票率 | 推薦・支持 |
| ---- | ---------- | ---- | ---------- | ---- | -------- | ------ | ---------- |
| 当   | 田中角栄   | 42   | 自由民主党 | 前   | 89,892票 | 23.70% |            |
| 当   | 稲村隆一   | 62   | 日本社会党 | 元   | 66,007票 | 17.40% |            |
| 当   | 三宅正一   | 60   | 日本社会党 | 前   | 51,802票 | 13.66% |            |
| 当   | 大野市郎   | 49   | 自由民主党 | 前   | 51,239票 | 13.51% |            |
| 当   | 小林進     | 50   | 日本社会党 | 前   | 50,965票 | 13.44% |            |
|      | 亘四郎     | 61   | 自由民主党 | 前   | 44,110票 | 11.63% |            |
|      | 片桐政美   | 35   | 民主社会党 | 新   | 18,291票 | 4.82%  |            |
|      | 滝沢与三郎 | 41   | 日本共産党 | 新   | 6,997票  | 1.84%  |            |

時の内閣：第1次岸内閣 解散日：1958年（昭和33年）4月25日 投票日：1958年（昭和33年）5月22日
当日有権者数：457,580人 最終投票率：83.68%（前回比：0.84ポイント）
| 当落 | 氏名     | 年齢 | 所属党派   | 新旧 | 得票     | 得票率 | 推薦・支持 |
| ---- | -------- | ---- | ---------- | ---- | -------- | ------ | ---------- |
| 当   | 田中角栄 | 40   | 自由民主党 | 前   | 86,131票 | 22.74% |            |
| 当   | 小林進   | 47   | 日本社会党 | 元   | 55,399票 | 14.62% |            |
| 当   | 亘四郎   | 58   | 自由民主党 | 前   | 54,643票 | 14.42% |            |
| 当   | 三宅正一 | 57   | 日本社会党 | 前   | 52,377票 | 13.83% |            |
| 当   | 大野市郎 | 47   | 自由民主党 | 前   | 51,739票 | 13.66% |            |
|      | 稲村隆一 | 60   | 日本社会党 | 前   | 44,542票 | 11.76% |            |
|      | 高野雅臣 | 53   | 無所属     | 新   | 18,968票 | 5.01%  |            |
|      | 安東義雄 | 53   | 日本共産党 | 新   | 8,092票  | 2.14%  |            |
|      | 棚村重信 | 39   | 無所属     | 新   | 6,950票  | 1.83%  |            |

時の内閣：第1次鳩山一郎内閣 解散日：1955年（昭和30年）1月24日 投票日：1955年（昭和30年）2月27日
当日有権者数：441,213人 最終投票率：84.52%（前回比：2.33ポイント）
| 当落 | 氏名     | 年齢 | 所属党派   | 新旧 | 得票     | 得票率 | 推薦・支持 |
| ---- | -------- | ---- | ---------- | ---- | -------- | ------ | ---------- |
| 当   | 稲村隆一 | 56   | 左派社会党 | 新   | 66,346票 | 17.97% |            |
| 当   | 田中角栄 | 36   | 自由党     | 前   | 55,242票 | 14.96% |            |
| 当   | 大野市郎 | 44   | 自由党     | 元   | 48,330票 | 13.09% |            |
| 当   | 亘四郎   | 55   | 日本民主党 | 前   | 48,310票 | 13.08% |            |
| 当   | 三宅正一 | 54   | 右派社会党 | 前   | 45,653票 | 12.36% |            |
|      | 小林進   | 44   | 右派社会党 | 前   | 44,542票 | 12.06% |            |
|      | 高野雅臣 | 49   | 日本民主党 | 新   | 37,637票 | 10.19% |            |
|      | 下条恭兵 | 54   | 無所属     | 新   | 15,906票 | 4.31%  |            |
|      | 安東義雄 | 50   | 日本共産党 | 新   | 7,297票  | 1.98%  |            |

時の内閣：第4次吉田内閣 解散日：1953年（昭和28年）3月14日 投票日：1953年（昭和28年）4月19日
当日有権者数：426,582人 最終投票率：82.19%（前回比：0.69ポイント）
| 当落 | 氏名     | 年齢 | 所属党派     | 新旧 | 得票     | 得票率 | 推薦・支持 |
| ---- | -------- | ---- | ------------ | ---- | -------- | ------ | ---------- |
| 当   | 田中角栄 | 34   | 自由党       | 前   | 61,949票 | 17.88% |            |
| 当   | 小林進   | 42   | 右派社会党   | 元   | 56,586票 | 16.33% |            |
| 当   | 稲村順三 | 52   | 左派社会党   | 前   | 51,574票 | 14.88% |            |
| 当   | 亘四郎   | 53   | 分党派自由党 | 前   | 46,690票 | 13.47% |            |
| 当   | 三宅正一 | 52   | 右派社会党   | 前   | 42,781票 | 12.34% |            |
|      | 大野市郎 | 42   | 自由党       | 前   | 41,365票 | 11.94% |            |
|      | 田下政治 | 66   | 改進党       | 元   | 36,985票 | 10.67% |            |
|      | 安東義雄 | 48   | 日本共産党   | 新   | 8,623票  | 2.49%  |            |

時の内閣：第3次吉田内閣 解散日：1952年（昭和27年）8月28日 投票日：1952年（昭和27年）10月1日
当日有権者数：435,568人 最終投票率：81.50%（前回比：8.30ポイント）
| 当落 | 氏名       | 年齢 | 所属党派     | 新旧 | 得票     | 得票率 | 推薦・支持 |
| ---- | ---------- | ---- | ------------ | ---- | -------- | ------ | ---------- |
| 当   | 田中角栄   | 34   | 自由党       | 前   | 62,788票 | 17.94% |            |
| 当   | 大野市郎   | 41   | 自由党       | 新   | 57,071票 | 16.31% |            |
| 当   | 三宅正一   | 51   | 右派社会党   | 前   | 52,009票 | 14.86% |            |
| 当   | 稲村順三   | 51   | 左派社会党   | 前   | 50,332票 | 14.38% |            |
| 当   | 亘四郎     | 52   | 自由党       | 前   | 37,429票 | 10.70% |            |
|      | 小林進     | 42   | 協同党       | 前   | 33,807票 | 9.66%  |            |
|      | 内藤久一郎 | 47   | 改進党       | 元   | 22,105票 | 6.32%  |            |
|      | 高野雅臣   | 47   | 改進党       | 新   | 20,611票 | 5.89%  |            |
|      | 安東義雄   | 47   | 日本共産党   | 新   | 10,033票 | 2.87%  |            |
|      | 佐藤剛     | 46   | 日本再建連盟 | 新   | 3,779票  | 1.08%  |            |

時の内閣：第2次吉田内閣 解散日：1948年（昭和23年）12月23日 投票日：1949年（昭和24年）1月23日
当日有権者数：414,455人 最終投票率：73.20%（前回比：7.05ポイント）
| 当落 | 氏名       | 年齢 | 所属党派   | 新旧 | 得票     | 得票率 | 推薦・支持 |
| ---- | ---------- | ---- | ---------- | ---- | -------- | ------ | ---------- |
| 当   | 亘四郎     | 49   | 民主自由党 | 前   | 56,570票 | 19.02% |            |
| 当   | 田中角栄   | 30   | 民主自由党 | 前   | 42,536票 | 14.30% |            |
| 当   | 稲村順三   | 48   | 日本社会党 | 前   | 32,492票 | 10.93% |            |
| 当   | 小林進     | 38   | 社会革新党 | 新   | 30,611票 | 10.29% |            |
| 当   | 丸山直友   | 60   | 民主自由党 | 新   | 30,386票 | 10.22% |            |
|      | 清沢俊英   | 58   | 日本社会党 | 前   | 28,077票 | 9.44%  |            |
|      | 安東義雄   | 44   | 日本共産党 | 新   | 22,644票 | 7.61%  |            |
|      | 神山栄一   | 56   | 民主党     | 前   | 18,024票 | 6.06%  |            |
|      | 高野雅臣   | 43   | 民主党     | 新   | 14,897票 | 5.01%  |            |
|      | 村田万一郎 | 49   | 民主自由党 | 新   | 7,854票  | 2.64%  |            |
|      | 金子信治   | 51   | 民主自由党 | 新   | 7,331票  | 2.46%  |            |
|      | 崎山健     | 37   | 無所属     | 新   | 5,982票  | 2.01%  |            |

時の内閣：第1次吉田内閣 解散日：1947年（昭和22年）3月31日 投票日：1947年（昭和22年）4月25日
当日有権者数：421,949人 最終投票率：66.15%（前回比：ポイント）
| 当落 | 氏名       | 年齢 | 所属党派   | 新旧 | 得票     | 得票率 | 推薦・支持 |
| ---- | ---------- | ---- | ---------- | ---- | -------- | ------ | ---------- |
| 当   | 亘四郎     | 47   | 日本自由党 | 前   | 49,555票 | 17.98% |            |
| 当   | 神山栄一   | 54   | 民主党     | 新   | 49,350票 | 17.91% |            |
| 当   | 田中角栄   | 28   | 民主党     | 新   | 39,043票 | 14.17% |            |
| 当   | 清沢俊英   | 56   | 日本社会党 | 前   | 37,020票 | 13.43% |            |
| 当   | 稲村順三   | 46   | 日本社会党 | 前   | 26,260票 | 9.53%  |            |
|      | 小林進     | 36   | 日本社会党 | 新   | 22,389票 | 8.12%  |            |
|      | 高野雅臣   | 41   | 民憲党     | 新   | 11,721票 | 4.25%  |            |
|      | 岩内とみゑ | 48   | 日本社会党 | 新   | 11,451票 | 4.16%  |            |
|      | 上村進     | 64   | 日本共産党 | 新   | 8,282票  | 3.01%  |            |
|      | 村田万一郎 | 47   | 日本自由党 | 新   | 8,098票  | 2.94%  |            |
|      | 星野晄     | 44   | 無所属     | 新   | 8,052票  | 2.92%  |            |
|      | 田村満靖   | 54   | 日本自由党 | 新   | 4,356票  | 1.58%  |            |